# 칼부림

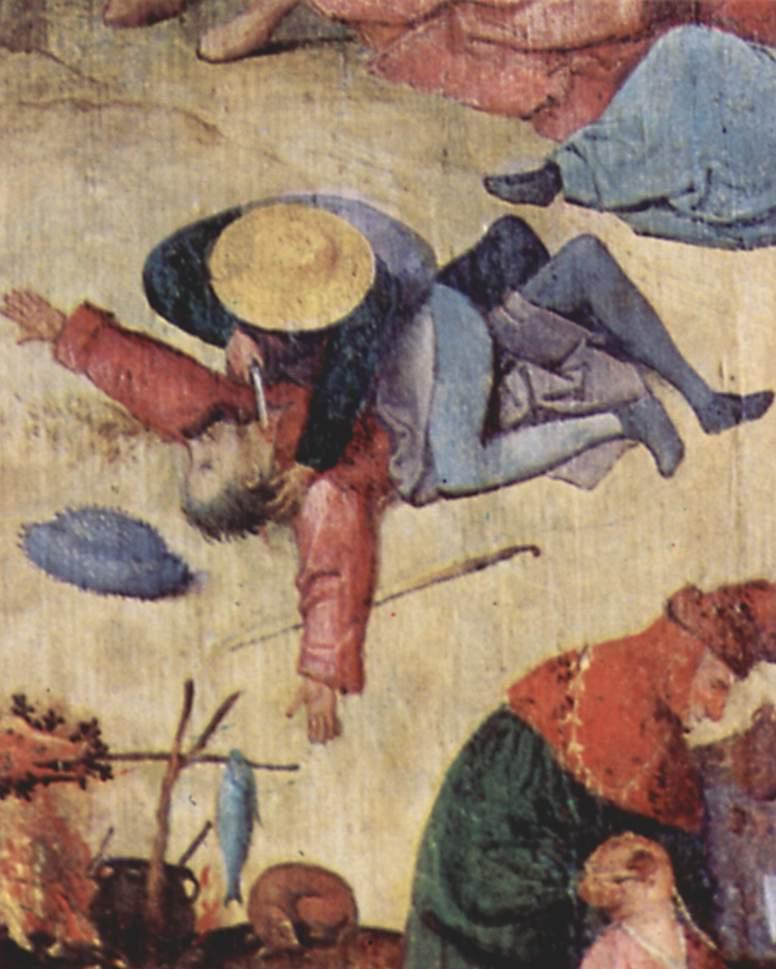

칼부림은 가까운 거리에서 칼처럼 날카롭거나 뾰족한 물체를 몸에 찌르는 행위이다. 칼부림의 영단어 stab은 암살자나 살인자처럼 의도적인 행동을 의미하지만 실수로 자신이나 다른 사람을 찌르는 것을 의미할 수도 있다.
칼은 가격이 저렴하고, 구입(또는 제조)이 쉽고, 숨기기 쉽고, 상대적으로 효과적이기 때문에 갱단과 교도소에서 칼부림이 흔했다.

## 발생률
2013년에는 전 세계적으로 약 800만 건의 칼부림 사건이 발생했다.
2020년 미국에서는 22,429건의 살인 사건 중 9%가 날카로운 도구와 관련되었다. 이들 중 남성(8.2%)에 비해 여성(13%)의 비율이 더 높았다.

## 역사
칼부림은 인류 역사 전반에 걸쳐 흔히 발생했으며 제2대 칼리프 우마르, 로마 독재관 율리우스 카이사르, 칼리굴라 황제 등 여러 저명한 역사적 인물을 암살하는 데 사용된 수단이었다.
일본에서는 자살 의식에서 고의적으로 자신을 찌르는 역사적 관행을 할복이라고 한다. 이 의식은 매우 성문화되어 있다.

## 구조
인간의 피부는 자기 방어를 위해 다소 탄력 있는 특성을 가지고 있다. 인체가 작은 부엌칼과 같은 얇은 물체에 찔렸을 때, 피부는 종종 물체 주위로 단단히 닫혔다가 물체가 제거되면 다시 닫혀서 혈액이 체내에 갇힐 수 있다. 따라서 금속 칼날에 있는 길쭉하고 오목한 오목한 부분인 풀러는 혈액을 몸 밖으로 내보내 더 많은 손상을 입히는 기능을 하는 것으로 추정된다. 이러한 오해로 인해 풀러는 "혈액 홈"(blood groove)으로 널리 알려지게 되었다. 풀러는 실제로 건설에 사용되는 금속 I-빔과 디자인이 유사한 칼날의 구조적 강화이다. 그러나 내부 출혈은 외부 출혈만큼 위험하다. 심각한 부상을 초래할 만큼 혈관이 충분히 절단되면 피부의 탄력성은 혈액이 순환계를 빠져나가 신체의 다른 부위에 쓸데없이 축적되는 것을 막는 데 아무런 도움이 되지 않는다.
칼에 찔려 사망하는 경우는 쇼크, 심각한 출혈, 감염 또는 심장 및 허파와 같은 필수 기관의 기능 상실로 인해 발생한다.

## 치료
과거에는 복부에 찔린 피해자가 탐색적 수술 개복술을 받았지만, 현재는 환자가 안정적이라면 수술을 하지 않는 것이 안전한 것으로 간주된다. 이 경우 심각한 부상을 나타내는 보상 불가 징후가 있는지 관찰해야 한다. 환자가 처음에 찌르는 부상을 보이고 불안정한 경우 내부 부상을 발견하고 교정하기 위해 개복술을 시작해야 한다.

## 부검검사
자상을 입은 사람이 사망하면 시신을 부검하고 법병리학자가 상처 부위를 검사한다. 이러한 조사를 통해 부상을 입히는 데 사용된 무기에 대한 귀중한 정보를 얻을 수 있다. 외부 외관과 내부 소견을 통해 병리학자는 일반적으로 칼날의 너비와 최소 길이를 포함하여 무기의 크기에 대한 의견을 제시할 수 있다. 무기가 외날인지 양날인지 판단하는 것이 가능하다.
때로는 칼날의 테이퍼와 상처에서의 칼의 움직임과 같은 요인도 결정될 수 있다. 타박상이나 찰과상은 경비원에 대한 정보를 제공할 수 있다.

## 같이 보기
- 창상
- 신체관통형